# Salsenh
Salsenh (en francès Sansein) és un municipi francès, situat a la regió d'Occitània, departament de l'Arieja.